# Suka Bakti (Kikim Barat)
Suka Bakti is een bestuurslaag in het regentschap Lahat van de provincie Zuid-Sumatra, Indonesië. Suka Bakti telt 412 inwoners (volkstelling 2010).